# Fondation Carnegie pour la promotion de l'enseignement
Pour les articles homonymes, voir Carnegie.
La Fondation Carnegie pour la promotion de l'enseignement (en Anglais : Carnegie Foundation for the Advancement of Teaching) est une organisation américaine. On lui doit, entre autres, le développement du TIAA-CREF, le Rapport Abraham Flexner sur l’éducation médicale et l'Educational Testing Service. 

## Histoire
Fondée en 1905 par Andrew Carnegie et appuyée par un acte du Congrès des États-Unis, son premier Président est Henry Pritchett. La fondation attribue à ce dernier l’élargissent des missions à la politique. 
En 1955, John W. Gardner en devient Président tout en étant Président de la Carnegie Corporation of New York (en). 
En 1979, la fondation se sépare de la Carnegie Corporation et Ernest L. Boyer (en) en devient Président. Elle s’installe alors à Princeton (New Jersey) où elle reste jusqu'en 1997 avant de déménager à Stanford (Californie).

## Présidents
- Henry Smith Pritchett, 1906-1930
- Henry Suzzallo (en), 1930-1933
- Walter A. Jessup, 1933-1944
- Oliver Carmichael (en), 1945-1953
- John W. Gardner, 1955-1963
- Alan Pifer, 1965-1979
- Ernest L. Boyer (en), 1979-1995
- Lee Shulman (en), 1997-2008
- Anthony Bryk,depuis 2008